# Lastoursville
Lastoursville (auch Lastourville und früher Mandji oder Madiville) ist die Hauptstadt des Departements Mulundu innerhalb der Provinz Ogooué-Lolo im mittleren Osten Gabuns. Lastoursville hatte im Jahr 2013 rund 11.990 Einwohner und ist vor allem als Zentrum  der Herstellung von Palmöl bekannt.

## Lage
Die Stadt liegt auf einer Höhe von 252 Metern und am Fluss Ogooué und an der Straße N3. Zudem hat die Stadt einen Haltepunkt der Eisenbahnstrecke Transgabonais.

## Geschichte
Als Teil des atlantischen Dreieckshandels war die Stadt unter dem Namen Mandji bekannt. Im Jahr 1883 folgte die kurzzeitige Umbenennung in Madiville, worauf die bis heutige gültige Umbenennung im Jahr 1886 erfolgte. Der Name basiert auf dem des Entdeckers François Rigail de Lastours, welcher in der Stadt ein Jahr zuvor vor seinem Aufbruch zu einer Expedition an Malaria gestorben war.

## Sport
Der in der Stadt ansässige Fußballverein Lozo Sport FC schaffte zur Saison 2016/17 den Aufstieg in die nationale erste Spielklasse.